# Feuchtmittelfilm
Feuchtmittelfilm bezeichnet die bestimmte Menge des Feuchtmittels, die auf einer Offsetdruckplatte aufgetragen wird.
Der Feuchtmittelfilm hindert die ölige Farbe daran, die druckfreien Stellen einzufärben. Er haftet gut auf dem angefeuchteten Gummiarabikum, das diese Stellen während des Maschinenlaufs bedeckt. Sie sind dadurch ausgeprägt hydrophil. Die farbführenden Stellen sind mit einer dünnen Schicht aus einem Kunststoff bedeckt, z. B. einem Fotopolymer. Dieses Material muss wasserabweisend sein, also hydrophob, damit es nur die ölige Druckfarbe annimmt.
Eine oder mehrere Feuchtauftragswalzen tragen den Feuchtmittelfilm auf die Platte auf. Üblicherweise sind das die Walzen, die bei jeder Umdrehung der Druckplattenzylinder als erste Kontakt mit der Druckplatte haben (Vorfeuchtung). Es gibt Ausnahmen, beispielsweise im Zeitungsdruck, wo es umsteuerbare Druckwerke gibt, bei denen die Feuchtauftragswalze als letzte über die Druckplatte läuft; man spricht hierbei von „Nachfeuchten“. Für die Nachführung frischen Feuchtmittelgemisches ist das Feuchtwerk zuständig.
Je nach Auftragstechnik läuft der Feuchtmittelfilm in Wellen über die Walzen (Heberfeuchtwerk) oder weitgehend gleichmäßig in seiner Stärke (Filmfeuchtwerk). Er kann über Dosiereinrichtungen in Maschinenlaufrichtung stärker oder schwächer geregelt werden. Eine zonale Regelung, also eine unterschiedliche Dosierung über die Breite der Maschine, ist nicht vorgesehen.